# پامچال کوسیک
پامچال کوسیک (نام علمی: Primula cusickiana) نام یک گونه از سرده پامچال است.